# Ibn Jalaf al-Muradí

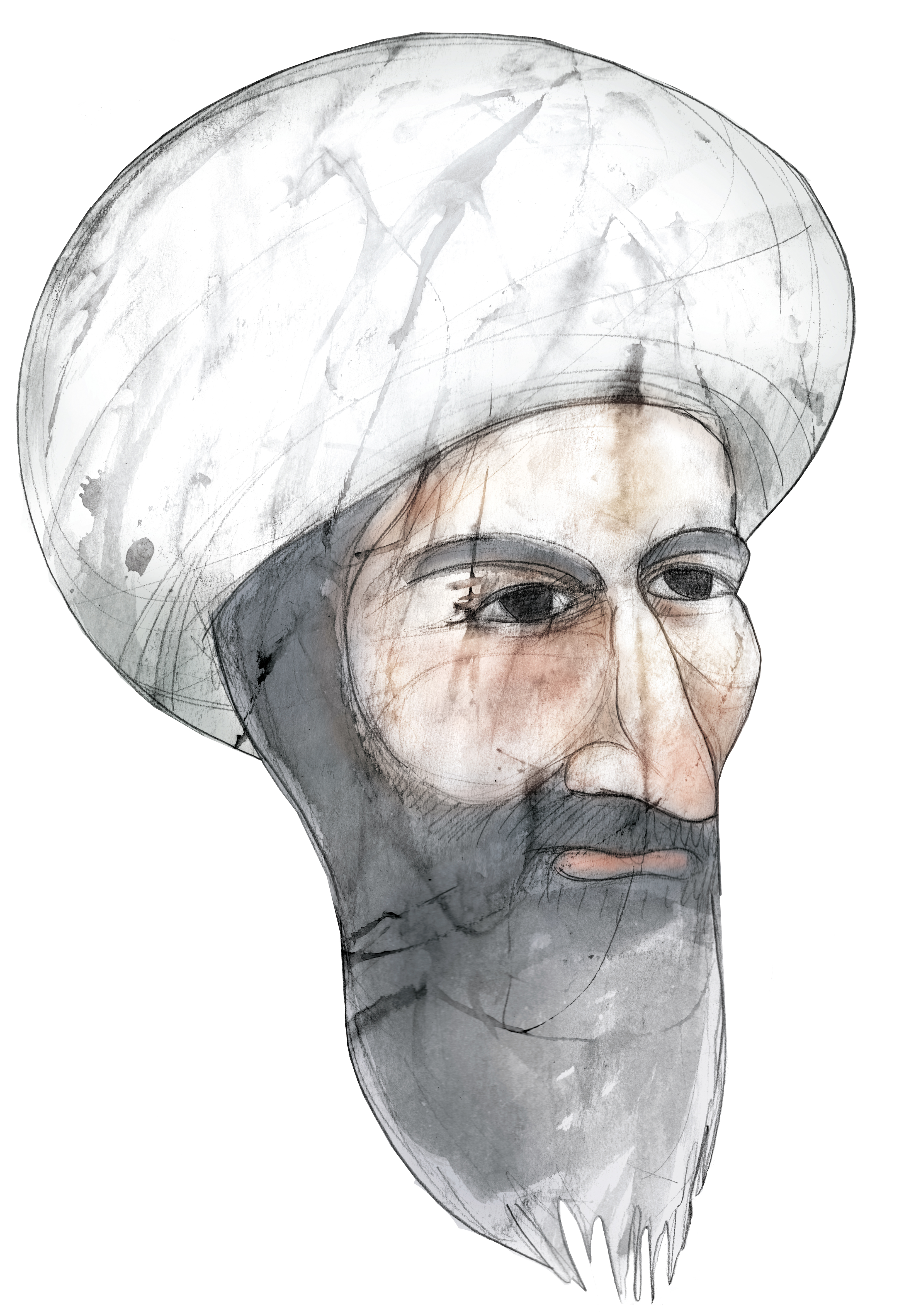
Retrato de Ibn Jalaf al-Muradí por Eulogia Merle.

Alī Ibn Khalaf al-Murādī fue un ingeniero e inventor que vivió en al-Ándalus, posiblemente en Granada o Córdoba, a principios del siglo XI. Se desconoce prácticamente cualquier dato sobre su vida, siendo su único legado el “Kitab al-asrar” o Libro de los secretos, un tratado principalmente centrado en relojes y clepsidras, pero en el que también se encuentran ingenios como una bicicleta, un equipo para volar, máquinas de guerra o una escafandra, lo que le ha hecho valedor del apodo del Leonardo islámico.
El Libro de los secretos es un manuscrito en el que al-Muradí recopila varios tratados de autores distintos (incluyendo los suyos) fechado en el año 1000 que nos ha llegado a través de una copia realizada en Toledo, en la corte de Alfonso X, con la posible colaboración del traductor judío Rabí Zag (Ishaq b. al-Sid), uno de los principales asesores científicos del rey, conservándose actualmente en la Biblioteca Medicea Laurenziana de Florencia.
También en las Cantigas de Alfonso X el Sabio, de 1277, hay una descripción de uno de sus proyectos: un gran reloj de madera que funcionaba con mercurio.

## Invenciones destacadas

### Clepsidra de las gacelas
En esta bella clepsidra aparecen unas muchachas que salen al jardín de palacio para contemplar a las gacelas bebiendo de un estanque de mercurio. Un criado oculto en el pozo se asoma para espiar a las jóvenes, pero inmediatamente surgen víboras para defenderlas. Las gacelas dejan de beber, las jóvenes huyen al pabellón, el criado se vuelve al pozo y las serpientes se ocultan. Se trata de un divertido juego de autómatas movidos por agua, mercurio y poleas que muestra una escena palaciega dentro de la más pura tradición artística islámica.

### Demoledor de fortalezas
La máquina de guerra consiste en un ariete que asciende mediante un sistema de elevación horizontal (una grúa) para destruir una fortificación enemiga.

### Reloj con tres personajes

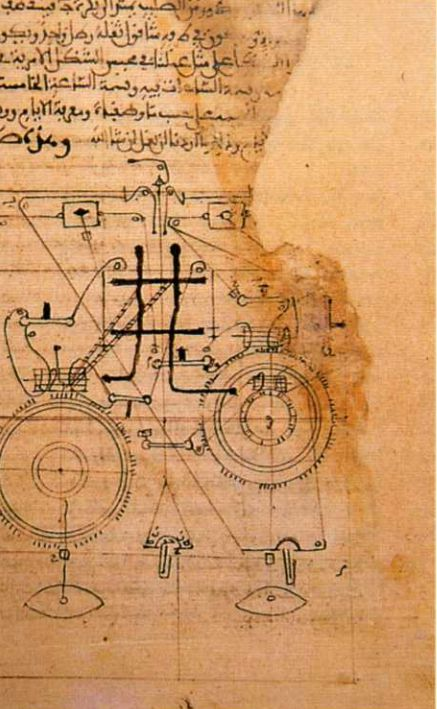
Fragmento del Libro de los secretos.

Este reloj con autómatas funciona con un sistema mecánico a base de poleas y tornos que transporta el agua hasta que mana de la boca de la mujer, que se desplaza para arrojarla en una jarra.

## Reconstrucciones
En 1992 se consiguió recrear a través de la obra de al-Muradí una máquina que puede programarse de modo que la acción teatral que se realiza sobre el tablado se repita cíclicamente en un intervalo de tiempo prefijado y que puede emplearse como reloj. Se presentó en la exposición El legado científico andalusí, que se celebró en Madrid ese mismo año. En 2008 el grupo italiano Leonardo3, bajo el mecenazgo del emir de Catar, Su Alteza el Jeque Hamad bin Jalifa Al Thani, recreó el Reloj con tres personajes y el Demoledor de fortalezas. Todo el trabajo se encuentra a disposición en una exposición permanente del Museo de Arte Islámico en Doha, y fue uno de sus principales atractivos en el momento de su inauguración el 22 de noviembre de 2008. La exposición presenta una reconstrucción digital e interactiva del manuscrito, explicando todas sus máquinas a disposición del público, gracias a los modelos tridimensionales animados a través de una pantalla táctil holográfica.